# Karl Söhle

Karl Söhle

Karl Söhle

Karl Söhle (* 1. März 1861 in Uelzen; † 13. Dezember 1947 in Liegau-Augustusbad) war ein deutscher Schriftsteller, Musikkritiker und Musikprofessor ehrenhalber.

## Leben
Karl Söhle wurde in Uelzen geboren. Wenige Wochen später jedoch wurde sein Vater als Rentmeister an das Amt Isenhagen versetzt. So verlebte der spätere Dichter der Musik seine Kindheit und Jugend in Hankensbüttel. Die Eindrücke und Erlebnisse seiner Kindheitstage blieben für Söhle bis zu seinem Tod lebendig und prägend, so dass sie ihn zu seinen späteren literarischen Werken inspirierten.
Schon früh wurde durch seinen Vater das Interesse für die Natur geweckt. Ein Konzertbesuch in Nordhausen gilt als Initialzündung für seine musikalische Leidenschaft. Die literarischen Werke Fritz Reuters beeinflussten Söhle stark und Richtung gebend. Nach den Besuchen der Gymnasien in Lingen (Ems) und Salzwedel, die Söhle ohne das Abitur verließ, überzeugten ihn sein Lehrer Piep und sein Vater, den Lehrerberuf zu ergreifen. 
Nach dem Besuch von Lehrer Pieps Präparandenanstalt und des Lehrerseminars Wunstorf wurde Söhle zunächst Dorflehrer in Ochtmannien, 30 km südlich von Bremen. Nach zwei Jahren wechselte er an die Schule in Wittingen nahe seiner alten Heimat, doch Söhle erwies sich für den Lehrerberuf als ungeeignet. Er knüpfte Kontakt zu dem Hankensbüttler Amtsrichter Franz Töpel, bei dem er zunächst im Streichquartett musizierte. In Töpel fand Söhle, inzwischen 24-jährig, einen Gönner, und er begann ein Studium der Musik am Konservatorium Dresden, bei dem ihn Amtsrichter Töpel finanziell unterstützte.
Das Studium schloss Söhle allerdings nicht ab, da Töpels Mittel nur unregelmäßig flossen und gesundheitliche Probleme Söhle am praktischen Musizieren hinderten. Auf dem Konservatorium lernte Söhle die später berühmte Dresdner Sängerin und Hochschullehrerin für Sologesang Maria Berge kennen, die er als seine „Rettung“ bezeichnete. 1893 heiratete das Paar. Auf Drängen seiner Frau und mit Unterstützung des Schriftstellers Ferdinand Avenarius begann Söhle, Geschichten zu schreiben und zu veröffentlichen, um damit seinen Lebensunterhalt zu verdienen. In seinen Werken beschreibt er Volkstraditionen aus seiner Heideheimat sowie eigene Erlebnisse aus Kindheitstagen und seiner Lehrertätigkeit. Seine Musikantengeschichten spielen daher überwiegend im Isenhagener Land, dem heutigen nördlichen Landkreis Gifhorn. Sie gewähren einen kulturhistorisch äußerst wertvollen Einblick in das niedersächsische Landleben des 19. Jahrhunderts. Sein autobiografisch geprägter Roman „Der verdorbene Musikant“ schildert den mühevollen Weg vom Heidejungen zum bekannten Schriftsteller und Musikkritiker. 
Ab 1893 arbeitete er als Redakteur bzw. freier Musikkritiker für die Zeitschrift Der Kunstwart. Große Anerkennung fanden auch seine Bücher über Johann Sebastian Bach und Wolfgang Amadeus Mozart. Nach Jahren der Ziellosigkeit wurde er dadurch in Dresden ein angesehener Bürger und deutschlandweit ein bekannter und erfolgreicher Schriftsteller. 1917 verlieh ihm das Königreich Sachsen den Titel eines Musikprofessors ehrenhalber. Im Jahr 1947, nachdem er den Bombenkrieg nur mit Not überstanden hatte, starb Karl Söhle am 13. Dezember im Pflegeheim Luisenhof in Liegau-Augustusbad bei Dresden. 
Zahlreiche Straßen in Norddeutschland sind bis heute nach ihm benannt; 2007 wurde ein Dokumentarfilm mit Spielszenen über Söhle produziert, der sein Leben und Werk als „Musikantendichter“ ausführlich darstellt und würdigt. Eine Biografie in Buchform folgte im Jahre 2011.

## Romane und Erzählungen
- Musikantengeschichten. Eugen Diederichs, Florenz und Leipzig 1898
- Musikanten und Sonderlinge. B. Behr, Berlin 1900
- Sebastian Bach in Arnstadt. B. Behr, Berlin 1902
- Schummerstunde, Bilder u. Gestalten aus d. Lüneburger Heide. B. Behr, Berlin 1905
- Mozart, L. Staackmann, Leipzig 1907
- Der verdorbene Musikant. Roman, L. Staackmann, Leipzig 1918 (Ausgabe 1919 online – Internet Archive)
- Der Heilige Gral. 1911, aus: Musikanten und Sonderlinge
- Winkelmusikanten. Hillger, Berlin 1913
- Eroica. Volksbildungsverein, Wiesbaden 1917, aus: Musikantengeschichten
- Musikantengeschichten. Endgültige Volksausgabe in einem Band, L. Staackmann, Leipzig 1919
- Friede auf Erden (zusammen abgedruckt mit Weihnachten im Pastorhause. Heilchristabend von F. Reuter). Schriftenvertriebsanstalt, Berlin 1920
- Der heilige Gral. Eine Musikantengeschichte. L. Staackmann, Leipzig 1920, aus: Musikanten und Sonderlinge

## Ehrungen
- 1934: Sächsischer Dichterpreis